# 에우헤니아 실바
에우헤니아 실바(Eugenia Silva, 1976년 1월 13일 ~ )는 스페인의 모델이다.